# Кабаев, Мокий Алексеевич
Мокий Алексеевич Кабаев, о. Мокий, прозвища — дедушка Кабаев, старик Кабаев (1839, Уральская область — 19 августа 1921, Уральск, Киргизская АССР) — уральский казак, старообрядческий священник, создатель «крестоносной дружины» (не путать с «дружинами Святого Креста» в армии Колчака), боровшейся с большевиками без оружия, «духовный вождь контрреволюционного уральского казачества» во время Гражданской войны.

## Биография
Жил в посёлке Тёплый Красноумётской станицы. Во время Балканской войны 1877—1878 годов воевал под командованием М. Д. Скобелева.
В документах 1920 года он назван священником 1 Уральского сводного казачьего полка. На допросах в органах ЧК в 1921 году он сам себя также называл священником. Мемуаристы подчеркивают, что, как и многие уральские казаки, Кабаев был старообрядцем. Но относился ли он к Белокриницкому согласию до конца неясно, высказывали предположения, что он мог быть рукоположён «архиепископом Аркадием» (Антоном Савельевичем Пикульским), основавшим «Беловодское согласие». Позднее некоторые Беловодские священники, в том числе и в Уральском казачьем войске, переходили как в единоверие, так и в Белокриницкое согласие.

### Внешность
Б. Н. Киров, сотник 1-го Уральского учебного конного полка, в воспоминаниях так описывает Кабаева: 

Передо мной на великолепном белом коне сидел небольшого роста старик. Одет он был в белый китель, синие с малиновыми лампасами шаровары и большие сапоги. Голова его была не покрыта, и его длинные, цвета пепла, седые волосы были перевязаны чёрной лентой, и только концы их слегка трепал свежий весенний ветер. На груди у него, на массивной цепи, висели серебряный восьмиконечный крест и большая икона. Его чуть сутуловатая фигура говорила о том, что он сильно устал, и, несмотря на то, что он ещё бодро сидел в седле, весь вид его не напоминал воина. Его морщинистое лицо, окаймлённое серой седой бородой, на первый взгляд, не представляло ничего особенного, и только серые глаза были интересны. В них светилась бесконечная доброта, любовь и наивность, но в них не было энергии и решительности вождя.

### Крестоносная дружина
Сохранился текст обращения о. Мокия в Уральский военно-полевой штаб от 26 октября 1918 года. Кабаев просил зачислить его добровольцем на военную службу и «дать голос по Войску» (объявить) о наборе «охотников — добровольных» в Крестоносную дружину «под знамя нерукотворного чудотвореного образа Спасова». Дружина должна была делиться на четыре состава. Первый состав — некурящие бородачи, твердые в вере; второй состав — не религиозные и курящие, третий — по мысли Кабаева должны были войти «разные сектанты», то есть христиане иных конфессий, а в четвёртый — «бургонцы», так Кабаев называл мусульман и буддистов. В реальности же был набран только первый состав. Всего в крестоносной дружине состояло около 60 стариков-казаков.
Как пишут очевидец: «На груди каждого казака этого отряда висел большой восьмиконечный крест, а впереди отряда седой старик нёс старинную икону. Это было главное вооружение стариков, и с этим вооружением — с верой и крестом они делали чудеса. С пением псалмов они шли в атаку на красных, и те не выдерживали и бежали или сдавались в плен и после становились лучшими солдатами в наших полках»
Вот как описывает этот мемуарист приезд Кабаева в соединение казаков, находящееся под огнём противника:

— Кабаев едет! — услышал я чей-то голос, полный радости. И действительно на белом коне, в белом кителе, шагом он ехал по тому месту, которое не могли пройти сотни. Вокруг него, под ногами его лошади, взлетали небольшие кусочки грязи — это пулемётные пули срывали кочки дороги. В это время вся фигура его была удивительно величественна в своем спокойствии и пренебрежении к смерти. Он медленно подъехал к сотне, слез с коня, осмотрел, не ранен ли он, и отдал его подбежавшему казаку. Казаки сами сняли шапки, а он благословил их, сняв с груди крест и икону, поставил их перед сотней и стал молиться, громко читая молитвы. Все молились с ним, забыв о том, что над головой со свистом и визгом рвутся шрапнели. Окончив молитву, он подошёл к окопам где был караул. Как только он показался на гребне сырта, затрещали пулемёты, а пули с характерным свистом понеслись над нами, падая сзади нас в воду, разбрызгивая её маленькими красивыми фонтанчиками. А он шёл и пел псалмы. Спустился к окопам и под свист пуль и взрыв гранат, начал и там свою молитву. Вернулся, перекрестил нас, сел на коня и шагом уехал. Вскоре обстрел стал затихать, а потом и совсем прекратился.
Дважды раненый Кабаев не покидал фронта, по донесению самого Кабаева, в одном из боев «был ранен в десницу святый Николай Чудотворец», была прострелена икона особо чтимая казаками и самим Кабаевым. За заслуги по защите Уральского края Кабаев по решению Войскового съезда был награждён орденом «Крест Святого Архистратига Михаила»

### Ранение
В 1919 году в одном из боев под Уральском Кабаев получил ещё одно ранение в обе ноги. Б. Н. Киров пишет: 

Вечером, когда я сидел с другими больными на палубе, к нам подошёл на двух костылях старик, в халате, с непокрытой головой, перевязанной чёрной лентой. Я узнал Кабаева. Он подошёл и сел рядом. Обе ноги его были забинтованы. Я заинтересовался, как он был ранен, и он мне рассказал, как он шёл в цепи, наступающей на занятый большевиками Уральск, как около него убили казака и как он выругал красных — «у, проклятые!» — и сейчас же был ранен в ногу. Но он продолжал идти. Убило второго казака около него, и ему стало страшно; как только почувствовал он страх, так упал раненый в другую ногу. — Никогда не ругайся, сынок, и не бойся в бою, а иди с молитвою, и Господь сохранит тебя, — закончил он свой рассказ.

### На лечении
O. Мокий поступил в госпиталь 24 февраля 1920 года с тяжелым пулевым ранением. Из Гурьева Кабаева переправили на излечение в город Петровск, откуда в Новороссийск, затем на пароходе «Брюэн» доставили в английский госпиталь в греческом городе Салоники. Об этих перемещениях из госпиталя в госпиталь он сам говорил во время допросов в ЧК.
Как говорил Кабаев, скучно ему стало в Греции, и он со слезами упросил привезти его на родину. Англичане, по его словам, в Бога не верят, и кипарисовые крестики, которые он для них делал, либо не брали совсем, либо не носили на груди, как надо.

### Возвращение в Крым
Уже в июле 1920 года Мокий Кабаев снова был в Крыму. Об этом свидетельствует удостоверение беженца, выданное 2 июля 1920 года врангелевскими властями в Севастополе. В Крым о. Мокий вернулся, чтобы собрать войско и идти освобождать Уральскую землю. «Когда я сказал, что я — Уралец, он заволновался и начал быстро-быстро рассказывать мне, что хочет собрать крестоносцев и идти освобождать Россию и родное Войско». Но проповедь успеха не имела. «Прохожие принимали его за нищего, и некоторые подавали ему свои гроши, но он их не брал… Толпа мелких торгашей и крупных спекулянтов не поняла его и считала юродивым, и около него, проповедника веры, сыпались шутки и базарная брань» — пишет Б. Киров.

### Арест в Харькове
22 октября 1920 года о. Мокию был выдан военный паспорт за № 264 : «Предъявитель сего есть состоящий на действительной службе в 1-м Уральском сводном полку священник Мокий Алексеев Кабаев. Чин: священник. Имя: Мокий. Отчество: Алексеев. Фамилия: Кабаев. Возраст: 81-й год». Далее следуют записи о получении им в течение года денежного довольствия. В ноябре 1920 года боевые части Вооруженных Сил Юга России покинули Крым. Кабаев уже знал, что не сможет покинуть родину. По его показаниям, данным на следствии, он укрылся в Херсонесском монастыре, где сумел избежать ареста и казни. 15 апреля 1921 года, когда стало спокойней, о. Мокий обратился к советскому коменданту Севастополя с просьбой выдать ему железнодорожный билет до Уральска. Указывая причину появления в Крыму, он написал, что был на излечении ран, полученных на Германской войне. 4 мая 1921 года Бюро пропусков при В. К. П. Особого отдела побережья Чёрного и Азовского морей В. Ч.К. выдало Кабаеву пропуск на проезд из Севастополя до Уральска; цель поездки — «на родину».
19 мая его арестовали в Харькове случайно. На него обратил внимание помощник начальника отделения Харьковской железнодорожной милиции Королёв, он заметил незнакомого священника, ехавшего на телеге в направлении железнодорожного вокзала. Священника задержали. Во время обыска выяснилось, что в руки милиционера попал бывший священник 1-го Уральского сводного полка. У Кабаева нашли крупные суммы деникинских денег. Он был обвинен в участии в «контрреволюционной банде Деникина». Объяснения о. Мокия: «… я не знал что они отменены. Спросить было и посоветоваться не с кем, я глух, со мною неохотно разговаривали» — следователей не волновали.

### Следствие и гибель
14 июня 1921 года Кабаев был доставлен в Уральск для дальнейшего разбирательства. Следствие длилось всего месяц и три дня. О. Мокия обвинили в том, что он был инициатором вынесения смертных приговоров большевистским агитаторам и участвовал в расправах над пленными. Кабаев говорил, что это противоречит его убеждениям: «Вообще я никогда не отдавал распоряжения не убивать, расстреливать, рубить, сечь нагайками, я даже никогда не видел, чтобы другие при мне делали это. Мною никогда не было дано распоряжение о том, чтобы повесили урядника Сармина ибо это бы расходилось с моими религиозными убеждениями. Я лично в руках никакою оружия не держал и вообще все иконосцы, которые находились при мне ни один не имел оружия». В следственном деле чекисты записали: «Что „святой отец“ <…> услышав о благоприятной почве — развившемся бандитизме на Урале, то он решил пробраться туда». В заключение дела — вывод: «Кабаев является злостным, неисправимым контрреволюционером в своё время в Уральской контрреволюции, игравшим громадную роль, влиял на массы, отравляя их пролетарское самосознание религиозным ядом, пользуясь со стороны масс громадной популярностью, что дало возможность контрреволюции использовать для своих же выгод». Постановлением Уральского ГубЧК от 17 июля 1921 года М. А. Кабаев был приговорён к расстрелу. Президиум ВЧК в Москве приговор утвердил 6 августа. 18 августа дело вернули в Уральск, и в 12 часов ночи 19 августа 1921 года Мокий Алексеевич был расстрелян вместе с ещё двумя казаками.
10 декабря 1999 г. реабилитирован прокуратурой по Западно-Казахстанской области на основании закона Республики Казахстан от 14.04.1993.

### Большевики о Кабаеве
«Вообще Кабаев среди контрреволюционного казачества слыл сильной личностью, чуть ли не святым, почему многие его слушали как умного человека. Он своей преданностью контрреволюции отличался и был известен по всем уголкам тогда ещё Уральской области».
Ещё один красный боец пишет, что видел «его в январе 1919 года, когда он ехал по Оренбургской улице, возвращаясь с фронта с большой иконой на груди и медным крестом в руках. Всех встречных он благословлял и были случаи когда при встречах не снимали шапок, то били казаки нагайками, его сопровождало несколько человек вооружённых всадников… Среди казачества он слыл за легендарного героя — святого и он пользовался широкой популярностью как среди казачьих масс, а также войскового правительства».
Генерал-майор Красной Армии М. К. Сериков, в 1918 году помощник командира роты, затем командир Балашовского полка и участник походов на Уральск, писал: «Была организована „священная“ дружина. Во главе её был поставлен старик Кабаев… Создавались особые ударные „Иисусовы полки“, казаки надевали на пики иконы Георгия Победоносца. Дрались белоказаки с неописуемым упорством».

## Семья
Мокий Кабаев был женат, у него было два сына и дочь.